# Егоров, Геннадий Николаевич
Генна́дий Никола́евич Его́ров (род. 8 апреля 1982, Бор) — российский хоккеист, в составе нижегородского «Торпедо» игравший в высшем дивизионе чемпионата России.

## Биография
Родился 8 апреля 1982 года в Бору Горьковской области. Воспитанник хоккейной школы нижегородского «Торпедо». Игровую карьеру начал в 1998 году в его втором составе, игравшем в первой лиге ФХР. До 2003 года выступал в составе нижегородских клубов: в «Торпедо-2» (первая лига, до 2003 года), заволжском «Моторе» (высшая лига, сезон 2000/2001), в основном составе «Торпедо» (в сезоне 2001/2002 в Суперлиге, в сезоне 2002/2003 в высшей лиге) и в кстовском клубе «Лукойл-Волга» (вторая лига, сезон 2002/2003).
Завершил карьеру в составе кирово-чепецкой «Олимпии» (высшая лига), которую представлял в 2003—2005 годы.